# Hamerský potok
Hamerský potok (tyska: Hammerbach eller i övre loppet Lohbach) är ett vattendrag i södra Tyskland och västra Tjeckien. Det rinner genom Bayern och regionen Plzeň.